# Культурна премія імені Тедзуки Осаму

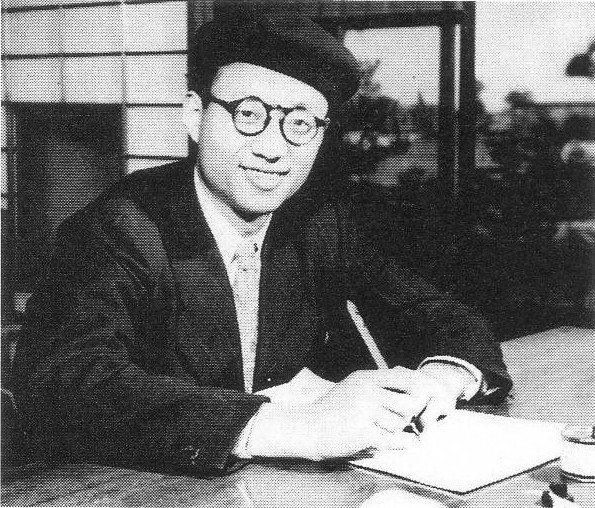
Тедзука Осаму, на честь якого було названо премію, на фото 1951 року

Культурна премія імені Тедзуки Осаму (яп. 手塚治虫文化賞, Tezuka Osamu Bunkashō) — щорічна премія манґи, яка присуджується художникам манґи або їхнім роботам, які дотримуються підходу манґи Осаму Тедзуки. Заснована та спонсорована газетою Asahi Shimbun. Премія вручається з 1997 року в Токіо, Японія.

## Поточні категорії
- Великий приз — за відмінну роботу протягом року
- Нагорода за креативність — для творця з новаторським або епохальним виразом і новим талантом
- Нагорода за коротке оповідання — за чудову роботу або автора короткого оповідання
- Спеціальна нагорода — для особи чи групи, які зробили внесок у розширення культури манґи

## Лауреати

### 1997
- Гран-прі: Фудзіко Ф. Фудзіо за Doraemon[1]
- Нагорода за відмінність: Хагіо Мото за A Cruel God Reigns[2]
- Спеціальна нагорода: Тосіо Наікі за заснування та управління Сучасної бібліотеки манґи[3]

### 1998
- Гран-прі: Дзіро Танігуті та Нацуо Секікава за трилогію Bocchan No Jidai[4]
- Нагорода за відмінність: Юдзі Аокі за Naniwa Kin'yūdō[5]
- Спеціальна нагорода: Шьотаро Ішіноморі за багаторічний внесок у манґу[6]

### 1999

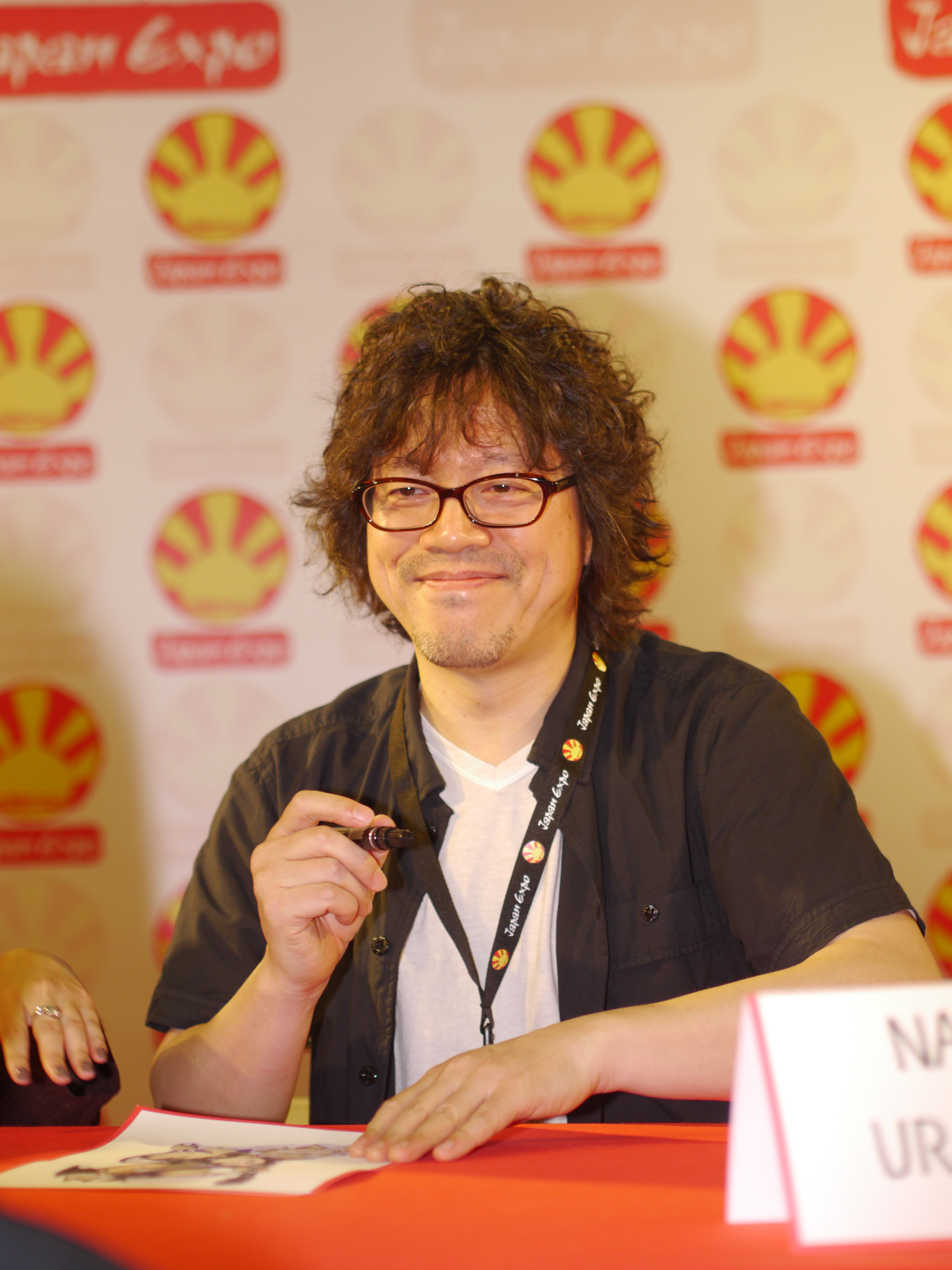
Наокі Урасава, дворазовий лауреат Гран-прі (1999, 2005)

- Гран-прі: Наокі Урасава за Monster[7]
- Нагорода за відмінність: Акіра Сасо за Shindō[8]
- Спеціальна нагорода: Фусаносуке Нацуме за досконалу критику манґи[9]

### 2000
- Гран-прі: Дайдзіро Морохосі за Saiyū Yōenden[10]
- Нагорода за відмінність: Мінетаро Мотізукі за Dragon Head[11]
- Спеціальна нагорода: Фредерік Л. Шодт за видатні заслуги у популяризації японської манґи в усьому світі[12]

### 2001
- Гран-прі: Рейко Окано та Баку Юмемакура за Onmyoji[13]
- Нагорода за відмінність: Котобукі Сіріагарi за Yajikita in Deep[14]
- Спеціальна нагорода: Акіра Маруюма за цінний внесок з підтримки художників манґи у домі Токіва[15]

### 2002
- Гран-прі: Такехіко Іноуе за Vagabond[16]
- Нагорода за відмінність: Кентаро Міура за Берсерк[17]

### 2003
- Гран-прі: Фуміко Такано за «Жовту книгу: Друг на ім’я Жак Тібо»[18]
- Нагорода за креативність: Юмі Хотта та Такеші Обата за Hikaru no Go[19]
- Нагорода за коротке оповідання: Хісаічі Ісіі за Gendai Shisō no Sōnanshātachi[20]
- Спеціальна нагорода: Сігеру Мідзукі за креативні рисунки та довгі роки діяльності[21]

### 2004
- Гран-прі: Кіоко Окадзакі за Helter Skelter[22]
- Нагорода за креативність: Такаcі Морімото за Naniwadora ihon[23]
- Нагорода за коротке оповідання: Рісу Акізукі за OL Shinkaron та інші твори[24]
- Спеціальна нагорода: Таро Мінамото за піонерські твори історичної манґи та внесок у культуру манґи[25]

### 2005
- Гран-прі: Наокі Урасава, Осаму Тедзука та Такаші Нагасакі за Pluto[26]
- Нагорода за креативність: Фумійо Коно за Yunagi no Machi Sakura no Kuni[27]
- Нагорода за коротке оповідання: Рієко Сайбара за Jōkyō Monogatari та Mainichi Kaasan[28]
- Спеціальна нагорода: Міський музей Кавасакі за колекцію творів манґи від періоду Едо до наших днів і його виставки[29]

### 2006
- Гран-прі: Хідео Адзума за Disappearance Diary[30]
- Нагорода за креативність: Аса Хігучі за Big Windup![31]
- Нагорода за коротке оповідання: Ріса Іто за One Woman, Two Cats, Oi Piitan!!, Onna no mado та інші твори[32]
- Спеціальна нагорода: Кусей Оно за довгі роки впровадження коміксів з-за кордону до Японії як коментатора манґи[33]

### 2007
- Гран-прі: Рьоко Ямагіші за Terpsichora[34]
- Нагорода за креативність: Нобухіса Нозое, Кадзухіса Івата та Кьодзін Оніші за Shinsei Kigeki (Божественна комедія)[35]
- Нагорода за коротке оповідання: Хіромі Моріcіта за Osaka Hamlet[36]

### 2008

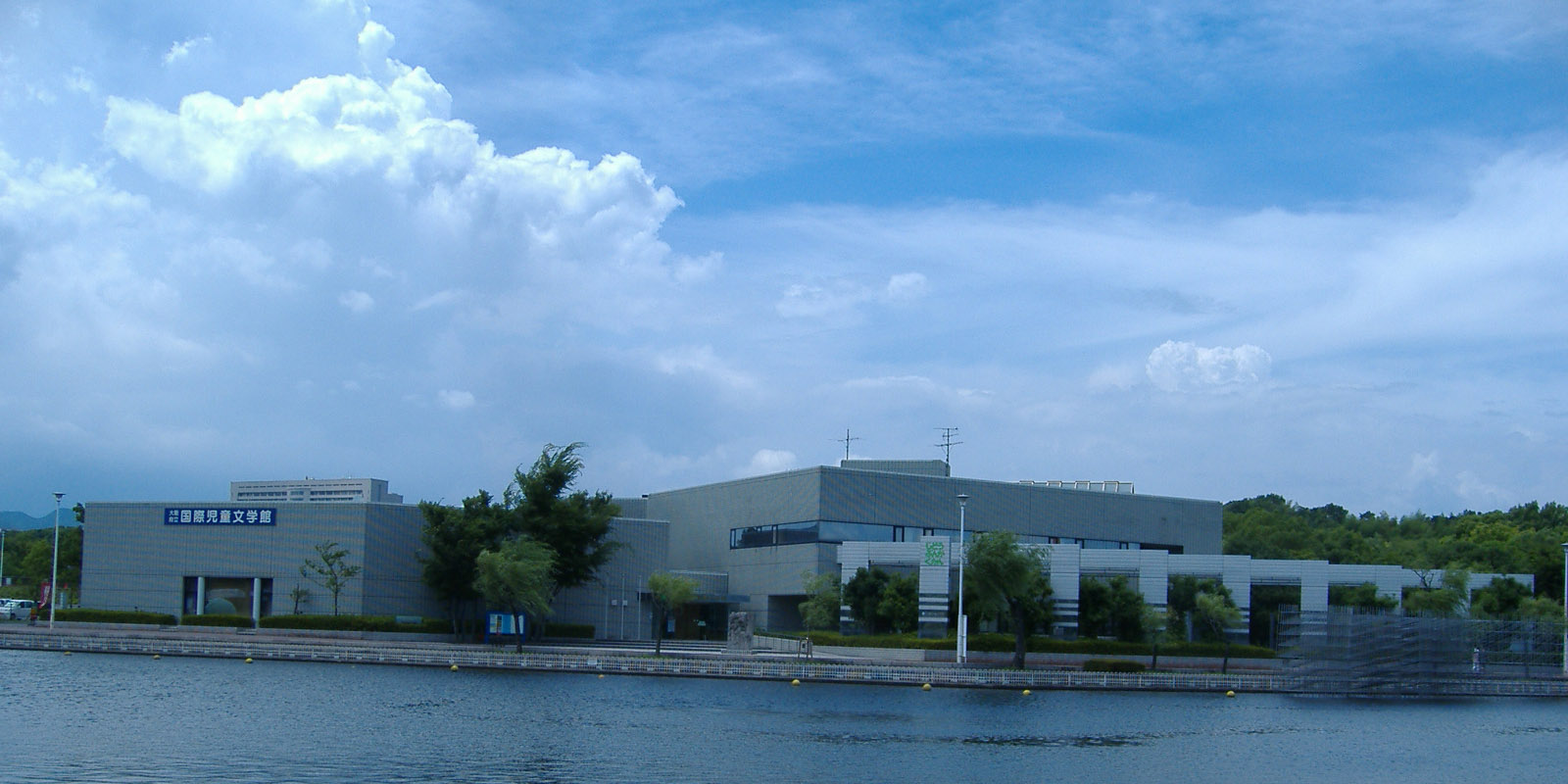
Міжнародний інститут дитячої літератури в Осаці, лауреат спеціальної премії 2008 року

- Гран-прі: Масаюкі Ісікава за Moyashimon
- Нагорода за креативність: Тораносуке Сімада за Träumerei
- Нагорода за коротке оповідання: Юміко Осіма за GūGū Datte Neko De Aru (Cher Gou-Gou...mon petit chat, mon petit ami.)
- Спеціальна нагорода: Міжнародний інститут дитячої літератури, префектура Осака

### 2009
- Гран-прі: Фумі Йосінага за Ōoku: The Inner Chambers
- Гран-прі: Йосіхіро Тацумі за A Drifting Life
- Нагорода за коротке оповідання: Хікару Накамура за Saint Young Men
- Нагорода новому художнику: Суехіро Маруо за Panorama-tō Kitan

### 2010
- Гран-прі: Йосіхіро Ямада за Hyouge Mono
- Нагорода за коротке оповідання: Марі Ямадзакі за Thermae Romae
- Нагорода новому художнику: Харуко Ітікава за Mushi to Uta
- Спеціальна нагорода: Йосіхіро Йонедзава за великі досягнення у збиранні та коментуванні матеріалів із дослідження мультфільмів

### 2011
- Гран-прі: Мотока Муракамі за Jin
- Гран-прі: Іссей Ейфуку та Тайо Мацумото за Takemitsuzamurai
- Нагорода новому художнику: Хірому Аракава за «Сталевого алхіміка».
- Нагорода за коротке оповідання: Кейсуке Ямасіна за роботу над створенням C-kyū Salaryman Kōza, Papa wa Nanda ka Wakaranai та іншої манґи про саларіменів.

### 2012
- Гран-прі: Хітоші Іваакі за Historie
- Нагорода новому художнику: Ю Іто за Shut Hell
- Нагорода за коротке оповідання: Розуелл Хосокі за роботу над створенням Sake no Hosomichi та іншої манґи.
- Спеціальна нагорода: «That Weekly Shōnen Jump» — окрема копія 16-го випуску журналу за 2011 рік, якою поділилися понад 100 дітей у книжковому магазині Shiokawa Shoten в Іцуцубасі, Сендай одразу після великого землетрусу в Східній Японії[37]

### 2013
- Гран-прі: Ясухіса Хара за Kingdom
- Нагорода новому художнику: Мікі Ямамото за Sunny Sunny Ann!
- Нагорода за коротке оповідання: Йосіє Ґода за Kikai-Jikake no Ai

### 2014
- Гран-прі: Тіка Уміно за March Comes in Like a Lion
- Нагорода новому художнику: Матіко Кьо за Mitsuami no Kamisama
- Нагорода за коротке оповідання: Юкі Сікава за Onnoji
- Спеціальна нагорода: Фудзіко Фудзіо (A) за Manga Michi та Ai... Shirisomeshi Koro ni...
- Нагорода від читачів: Тюя Кояма за Space Brothers

### 2015
- Гран-прі: Йоко Хосі за Aisawa Riku
- Нагорода новому художнику: Йосітокі Ойма за Форму голосу
- Нагорода за коротке оповідання: Сенся Йосіда за його роботи загалом
- Спеціальна нагорода: Тікако Міцухасі за Chiisana Koi no Monogatari

### 2016
- Гран-прі: Кей Ітіносекі за Hanagami Sharaku та Кійохіко Адзума за Yotsuba&!
- Нагорода новому художнику: Юкі Андо за Machida-kun no Sekai
- Нагорода за коротке оповідання: Тацуя Наказакі за Jimihen
- Спеціальна нагорода: Кіотський міжнародний музей манґи на знак визнання його 10-річчя та його внеску в культуру манґи

### 2017
- Гран-прі: Фусако Курамочі за Hana ni Somu
- Нагорода новому художнику: Харуко Кумота за Descending Stories: Showa Genroku Rakugo Shinju
- Нагорода за коротке оповідання: Кахору Фукая за Yomawari Neko
- Спеціальна нагорода: Осаму Акімото за Kochira Katsushika-ku Kameari Kōen-mae Hashutsujo

### 2018
- Гран-прі: Сатору Нода за Golden Kamuy
- Нагорода новому художнику: Пару Ітагакі за BEASTARS
- Нагорода за коротке оповідання: Таро Ябе за Oya-san to Boku
- Спеціальна нагорода: Тецуя Тіба за Ashita no Joe

### 2019
- Гран-прі: Сінобу Аріма за Jitterbug The Forties
- Нагорода новому художнику: Сансуке Ямада за Areyo Hoshikuzu
- Нагорода за коротке оповідання: Кен Кояма за Little Miss P
- Спеціальна нагорода: Такао Сайто за Golgo 13 на знак визнання його 50-річчя

### 2020

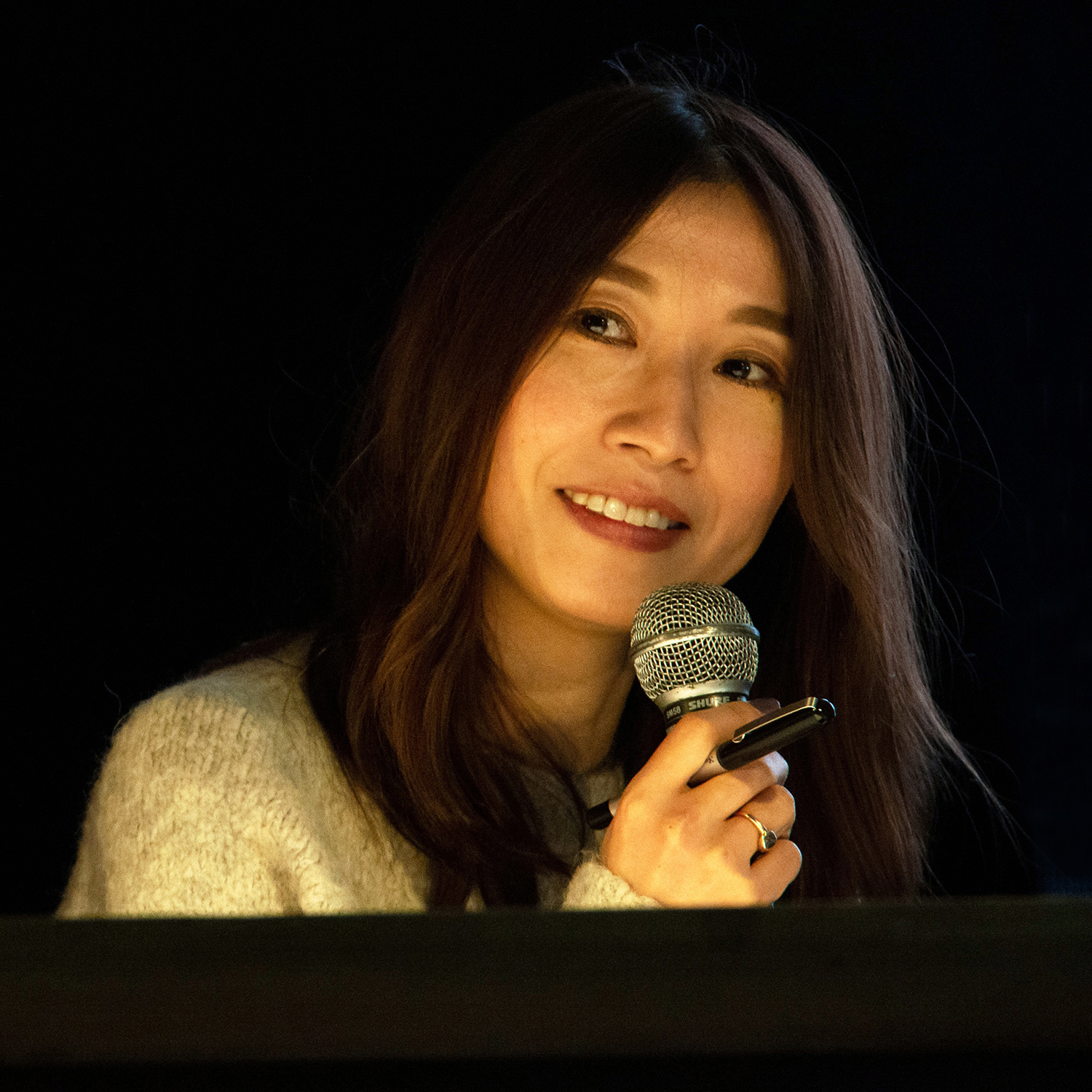
Кан Такахама, лауреатка Гран-прі 2020 року

- Гран-прі: Кан Такахама за Nyx no Lantern[38]
- Нагорода новому художнику: Ретто Тайдзіма за Mizu wa Umi ni Mukatte Nagareru
- Нагорода за коротке оповідання: Яма Ваяма за Captivated, by You
- Спеціальна нагорода: Матіко Хасегава на знак визнання того, що 20 січня їй виповнилося б 100 років

### 2021
- Гран-прі: Кадзумі Ямасіта за Land[39]
- Нагорода новому художнику: Канехіто Ямада та Цукаса Абе за Frieren: Beyond Journey's End
- Нагорода за коротке оповідання: Хіроко Нобара за Kieta Mama Tomo та Tsuma wa Kuchi o Kiite Kuremasen
- Спеціальна нагорода: Койохару Готоге за створення соціального феномену з Demon Slayer: Kimetsu no Yaiba

### 2022
- Гран-прі: Уото за Orb: On the Movements of the Earth[40]
- Нагорода новому художнику: Нацуко Танігучі за Kyōshitsu no Katasumi de Seishun wa Hajimaru та Konya Sukiyaki da yo
- Нагорода за коротке оповідання: Ідзумі Окая за Ii Toshi o та Hakumokuren wa Kirei ni Chiranai

### 2023
- Гран-прі: Ківа Іріє за Yuria-sensei no Akai Ito[41]
- Нагорода новому художнику: Ганпу за Danchōtei Nichijō
- Нагорода за коротке оповідання: Ебіне Ямаджі за Onna no Ko ga Iru Basho wa
- Спеціальна нагорода: Кадзуо Умезу за Zoku Shingo: Chiisana Robot Shingo Bijutsukan

### 2024
- Гран-прі: Марі Ямадзакі, Мікі Торі за PLINIVS[42]
- Нагорода новому художнику: Акіхіто Сакауе за Kanda Gokura-chō Shokunin-Banashi
- Нагорода за коротке оповідання: Мірі Масуда за Tsuyukusa Natsuko no Isshō
- Спеціальна нагорода: COMITIA за внесок у культурне поширення манґи